# Nynne (tv-serie)
 For alternative betydninger, se Nynne. (Se også artikler, som begynder med Nynne)
Nynne er en dansk tv-serie, der første gang blev sendt på TV3 i efteråret 2006. Den er baseret på bøgerne Nynnes dagbog nr. 1, 2 og 3.

## Medvirkende
- Mille Dinesen
- Anne-Grethe Bjarup Riis
- Mette Horn
- Therese Glahn
- Thomas W. Gabrielsson
- Niels Anders Thorn
- Hans Henrik Voetmann
- Birthe Neumann
- Niels Ellegaard

## Juridisk tvist
Lanceringen af tv-serien var præget af juridiske slagsmål, der var baseret på spørgsmål om hvorvidt producenten af tv-serien, Angel Film, havde ret til at benytte Nynne-figuren i den sammenhæng. 

## Ekstern henvisning
- Nynne på Internet Movie Database (engelsk)
- Nynne på Filmdatabasen
- Nynne på danskefilm.dk
- Nynne hos The Movie Database (engelsk)
- Nynne hos TheTVDB (engelsk)